# بحيرة موس الكبيرة
بحيرة موس الكبيرة،,تقع على رأس نهر موس، وهي بحيرة كبيرة تبعد حوالي5 اميال في شمال البحيرة الرابعة في آديرونداكس في شمال ولاية نيويورك. موقع البحيرة تقع البحيرة داخل مقاطعتي هيركيمير وهاملتون  وتغطي أجزاء من مدينتي ويب ولونغ ليك. تقع قرية بيغ موس جنوب غرب البحيرة.
تنبع شعبية البحيرة من بعدها ومناخها وجمالها. كان مسرحًا لمقتل جريس براون عام 1906 على يد صديقها. ويقال إن المشاهدات الطيفية المزعومة والاهتمام الإعلامي اللاحق قد أضافا إلى الجاذبية.

## الجغرافيا والمناخ
تقع بحيرة موس الكبيرة في الجزء الأزوسط الغربي من منطقة آديرونداك، وتغطي مساحة تبلغ 1,242 أكر (5.03 كـم2) في مساحة السطح. يبلغ طولها حوالي 3 ميل (4.8 كـم) وعرضها1 ميل (1.6 كـم) واسعًا، يسير في اتجاه شرق-غرب على طول محوره الرئيسي. يتراوح عمق البحيرة من 30 إلى 70 قدم (9 إلى 21 م) في أعمق أجزائه، بمتوسط عمق 23 قدم (7 م) .
في الصيف، يبلغ متوسط درجات الحرارة من ادنى مستوياتها في الليل عند 45 °ف (7 °م) إلى أعلى مستوياتها خلال النهار عند 75 °ف (24 °م) . في فصل الشتاء، تتجمد البحيرة تمامًا، وتصل درجات الحرارة خلال النهار إلى متوسط 20 °ف (−7 °م) ومتوسط منخفض ليلاً يبلغ 5 °ف (−15 °م) .

## المجتمعات والترفيه
تقع قرية موس الكبيرة في جنوب غرب البحيرة. وتشمل المجتمعات الأخرى المجاورة، خليج النسر ومدخل والعجوز فورج وثندارا . مع الحد الأدنى من الوصول إلى الطريق، لم يتم تطوير شاطئ البحيرة كثيرًا. يصل عدد السكان إلى ذروته خلال أشهر الصيف، عندما يصل المصطافون للإقامة في المنازل الصيفية أو المنتجعات المحلية.
تعد البحيرة والمنطقة المحيطة بها مكانًا شهيرًا للسياح على مدار السنة ؛ فتتوفر القوارب والتزلج على الماء والمشي لمسافات طويلة وركوب القطار من ثندارا في فصل الصيف، ويتم التزلج الريفي عبر البلاد على الثلج والتزلج على الجليد في فصل الشتاء. فهي موطن لنادي بق موس المائي للتزلج، وأعضاؤها من سكان المنطقة.
50,100 أكر (203 كـم2) تقع منطقة بحيرة بيجون البرية شرق البحيرة مباشرةً.

## صيد السمك
توفر بحيرة موس الكبيرة أيضًا فرصًا للصيد الرياضي لسمك السلمون المرقط وسمك السلمون المرقط والبحيرة وسمك الفرخ الأصفر والسلمون المرقط البني والسبلايك . لا يوجد إطلاق قارب مملوك للدولة ؛ ومع ذلك، يوجد مرسى تجاري مع منحدر يقع على الشاطئ الجنوبي للخليج الغربي.

## تاريخ

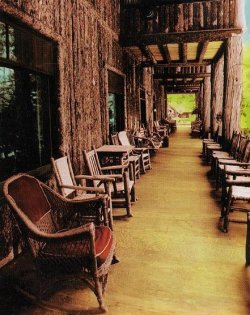
العمارة العمودية نصف الخشبية (الحواجز) في كوفوود لودج

استقر الأمريكيون الأوروبيون في منطقة البحيرة في المقام الأول بشكل أساسي خلال أواخر القرن التاسع عشر وأوائل القرن العشرين، حيث تمكن الناس من الوصول إلى المنطقة عن طريق أول خط سكة حديد تم تشييده عبر برية آديرونداك غير المأهولة. أصبح الصيادون والصيادون الأوائل لأديرونداك مرشدين هناك، وفي النهاية أنشأوا معسكرات وفنادق دائمة. بنى رجال الأعمال الأثرياء منازل صيفية كبيرة خاصة وعائلاتهم تعيش هنا لهذا الموسم، على طراز المعسكرات الكبرى في فاندربيلتس ومورغانز. بعض هذه النُزل لا تزال موجودة.
تعتبر منطقة بحيرة موس الكبيرة ذات أهمية تاريخية لأسلوبها المعماري المتعرج، والذي استخدم البناء الرأسي نصف الخشبي في النزل والكبائن.

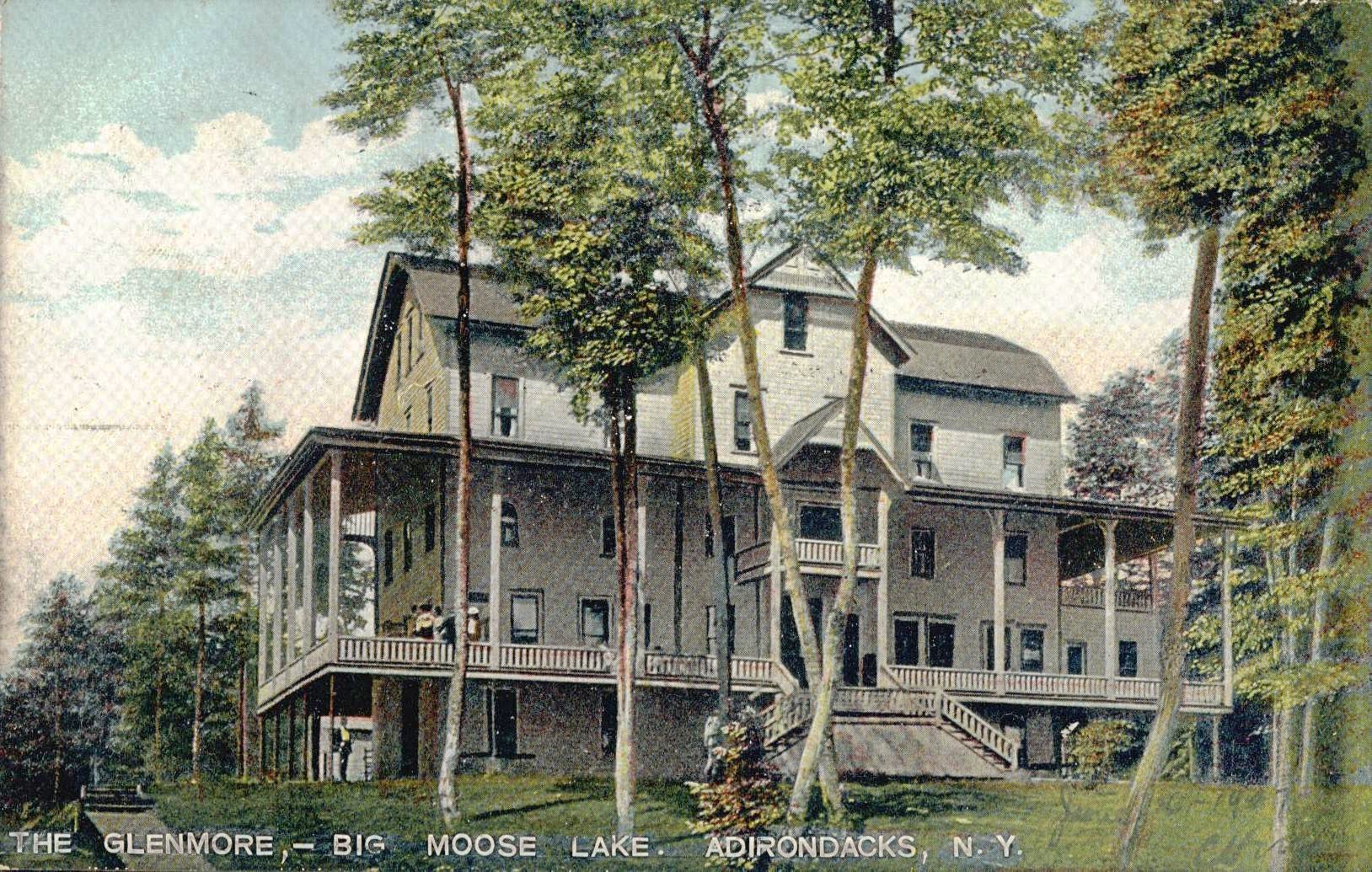
غلينمور ، من بطاقة بريدية عام 1907.

## التمثيل في الثقافة
كانت بحيرة موس الكبيرة مكانًا لمأساة أمريكية ، وهي رواية بقلم تيودور دريزر . استند في كتابه إلى الأحداث التاريخية لمقتل غريس براون غرقاً في ساوث باي ببحيرة موس الكبيرة في الجزء الأول من القرن العشرين. أدين صديقها تشيستر جيليت وأعدم بتهمة قتلها. (أطلق دريزر على البحيرة التي وقعت فيها جريمة القتل اسم بحيرة بيغ بيتيرن، بعد أن زار بحيرة بيغ موس) واستخدمها كنموذج لنسخته الخيالية. )
كان فيلم "مكان في الشمس " من بطولة إليزابيث تايلور وشيلي وينترز ومونتغمري كليفت ، مقتبسًا من الرواية.
يستمر تسجيل مطالبات مشاهد الأشباح حول البحيرة والمرتبطة بجريس براون. في عام 1996 ، بث المسلسل التلفزيوني الأسرار التي لم تحل حلقة أعادت تمثيل الأحداث. ذكرت اثنين من هذه المشاهد الأشباح. في 11 يوليو 2006 ، قام بعض السكان بتنظيم حفل لوضع إكليل من الزهور في ساوث باي لإحياء الذكرى المئوية لمقتل براون. شارك الناس من أسطول صغير من الزوارق.
استندت جينيفر دونيلي في روايتها التاريخية، نورثرن لايت (2003) ، إلى جريمة القتل هذه. تستكشف الأحداث من منظور فتاة صغيرة تعمل في جلينمور (نزل على البحيرة). وضع روبرت تاكر أيضًا روايته، (2013 ،) معسكر ساسكواتش في هذا المجتمع.

### اماكن تاريخية
الأماكن التالية مدرجة في السجل الوطني للأماكن التاريخية :
- كوفوود لودج (مدرج في عام 2004)
- مصلى موس الكبير كوميونيتي (مدرج في 2012)

## صالة عرض

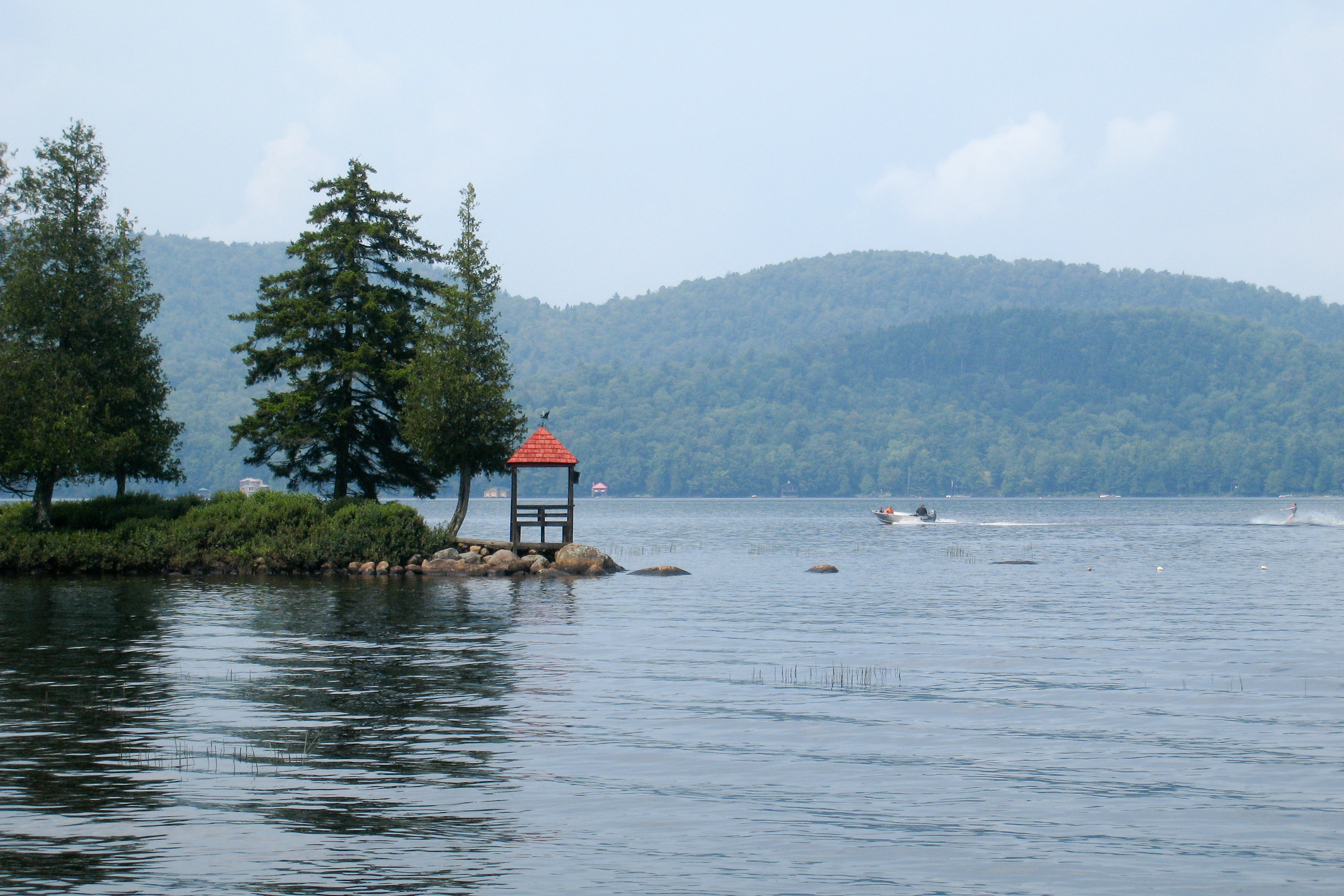
بحيرة موس الكبيرة التي تم مشاهدتها من كوفوود لودج
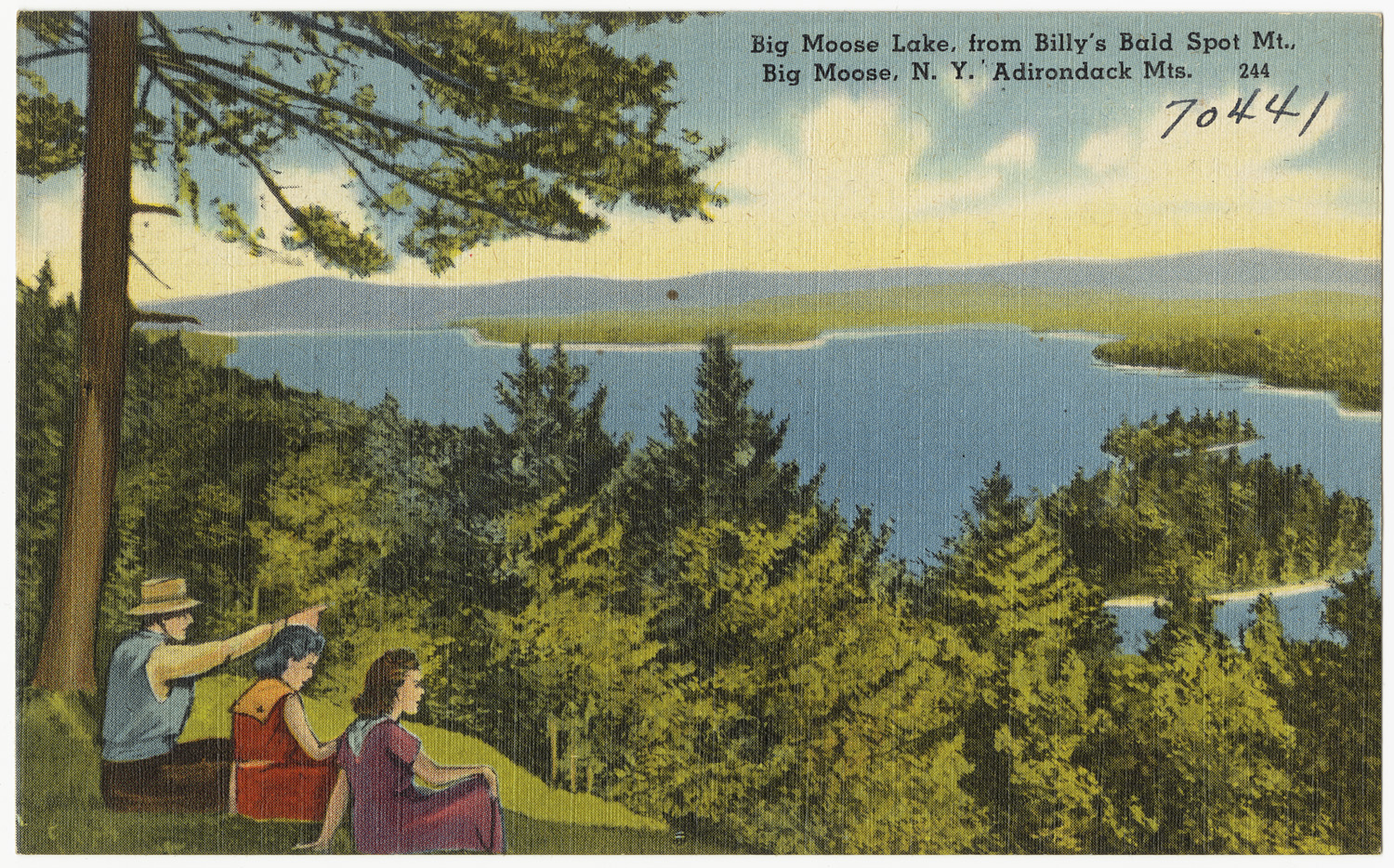
بطاقة بريدية من 1930-1945 لبحيرة موس الكبيرة
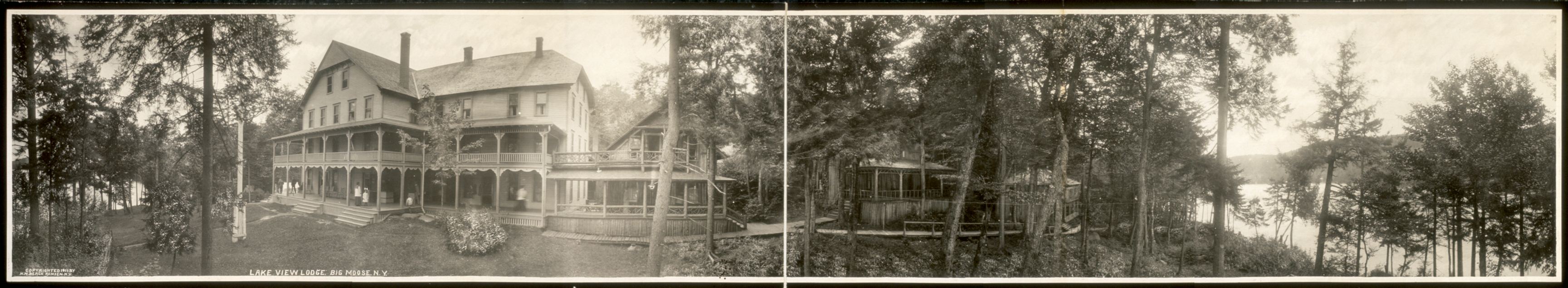
ليك فيو لودج ، أول فندق فخم ، تم بناؤه عام 1898 (صورة 1911)

## روابط خارجية
- الناس جيليت نسخة المحكمة